# Rocco Marconi
Rocco Marconi est un peintre italien de la Renaissance, né avant  1490, mort le 3 mai 1529.

## Biographie
Documenté pour la première fois comme témoin dans un acte de 1504, il est longtemps actif dans l'atelier de Giovanni Bellini, avec Vittore Belliniano et Girolamo Santacroce. Sa  femme est morte en 1511.
Après la mort de son maître, en 1516, il passe dans l'atelier de Palma l'Ancien et modifie son style. Il rejoint la Guilde des peintres vénitiens en 1517. À cette seconde phase de son activité, remonte le retable pour la Basilique de San Zanipolo représentant Le Christ entre les saints Jean et André.
Il fait partie de la Scuola di Sant’Anna en 1526. Il a fréquemment figuré les épisodes évangéliques du Christ et de la femme adultère et du Christ dans la maison de Marthe et Marie, mais on lui a attribué faussement un certain nombre.

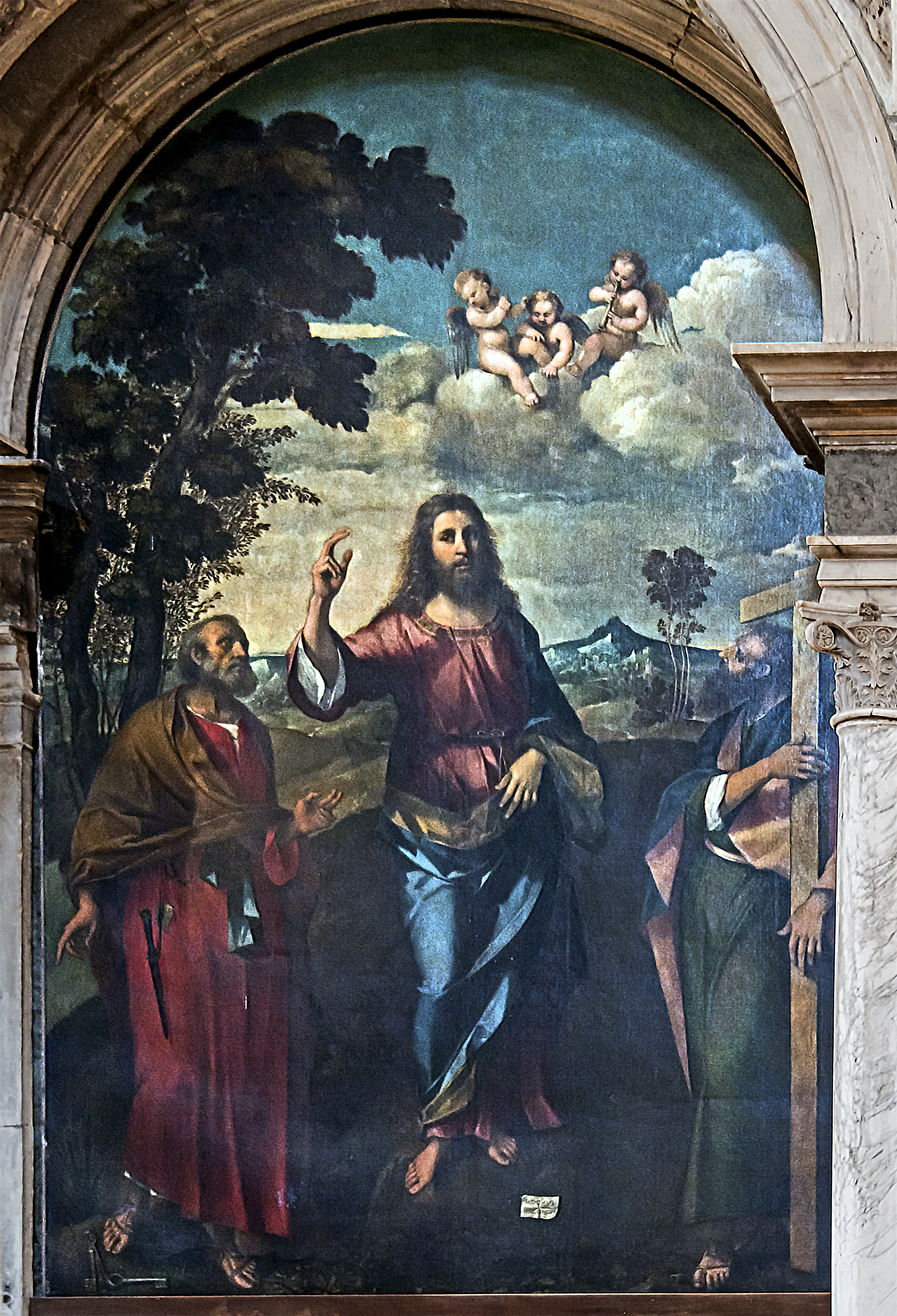
Le Christ entre les saints Jean et André
Basilique de San Zanipolo

## Œuvres
- Trois Têtes, fragment d'une composition plus grande (après 1516), huile sur toile, 63 × 52 cm, enchères passées Artnet (2015)[3]
- Le Christ et les femmes de Cana (v. 1520), huile sur toile, 120 × 195 cm, William Randolph Hearst Collection, Musée d'art du comté de Los Angeles
- Le Christ et la femme adultère (v. 1525), huile sur toile, 131 × 197 cm, Gallerie dell'Accademia, Venise[2]
- Le Christ entre les saints Pierre et André (v. 1525), huile sur toile, Basilique de San Zanipolo, Venise
- Le Christ et la femme adultère (v. 1525), Lowe Art Museum, University of Miami
- Le Christ Rédempteur, huile sur bois, 27 × 20 cm, enchères passées Artnet (2015)[3]
- Vierge à l'Enfant avec les saints Joseph et Jean-Baptiste, huile sur bois, 51 × 68 cm, enchères passées  Artnet (2015)[3]
- Portrait d'un jeune homme portant un costume noir et un chapeau, huile sur bois, 35 × 28 cm, enchères passées  Artnet (2015)[3]

Le Christ et la femme adultère v. 1525, Gallerie dell'Accademia, Venise
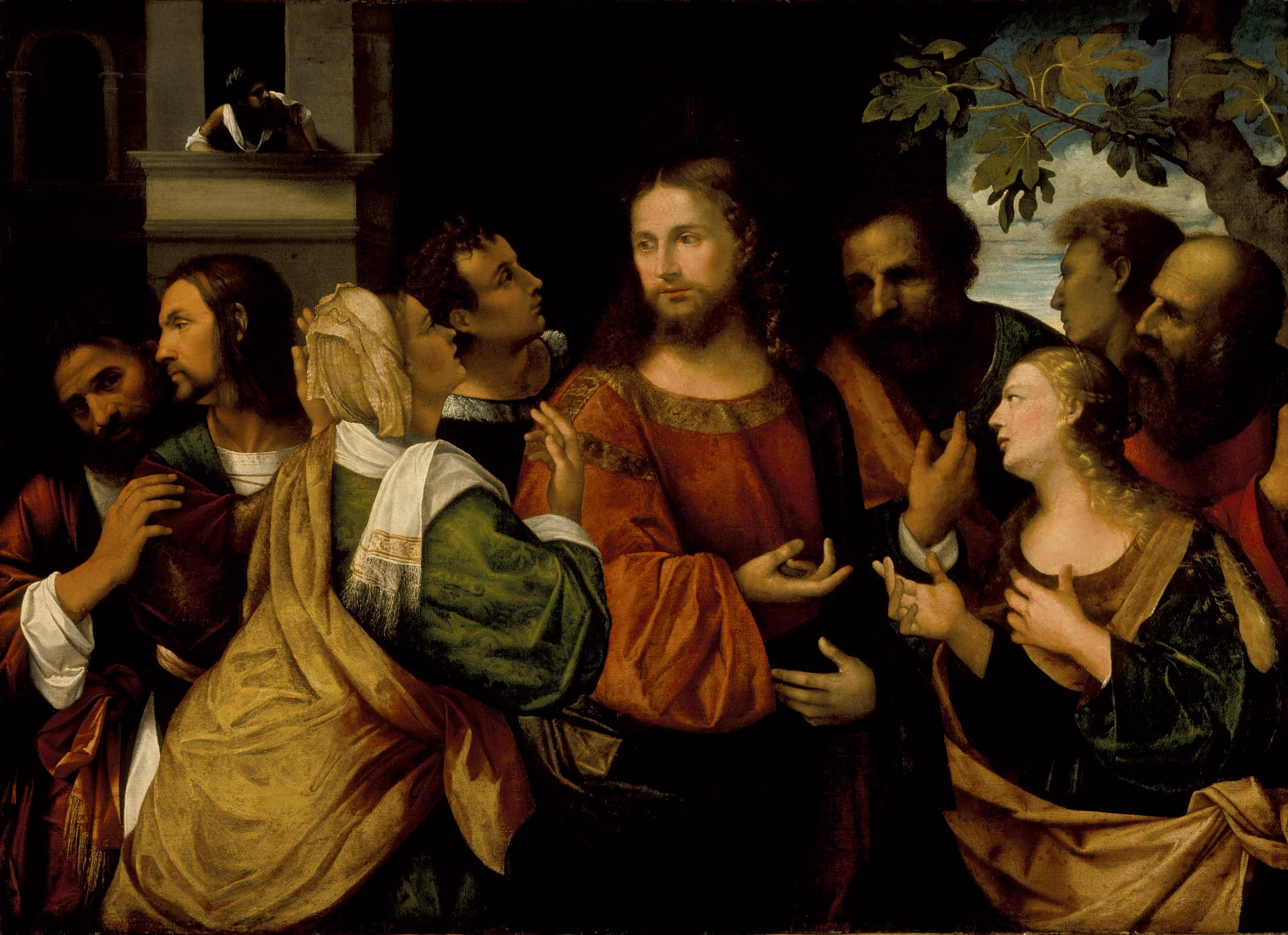
Le Christ et les femmes de Cana Musée de Los Angeles